# 1980년대 대한민국의 영화 목록
다음은 1980년대에 관한 대한민국 영화의 연도순 목록이다.
- 1980년 대한민국의 영화 목록
- 1981년 대한민국의 영화 목록
- 1982년 대한민국의 영화 목록
- 1983년 대한민국의 영화 목록
- 1984년 대한민국의 영화 목록
- 1985년 대한민국의 영화 목록
- 1986년 대한민국의 영화 목록
- 1987년 대한민국의 영화 목록
- 1988년 대한민국의 영화 목록
- 1989년 대한민국의 영화 목록

## 같이 보기
- 1980년대 영화 목록
- 1970년대 대한민국의 영화 목록
- 1990년대 대한민국의 영화 목록